# Politische Novelle

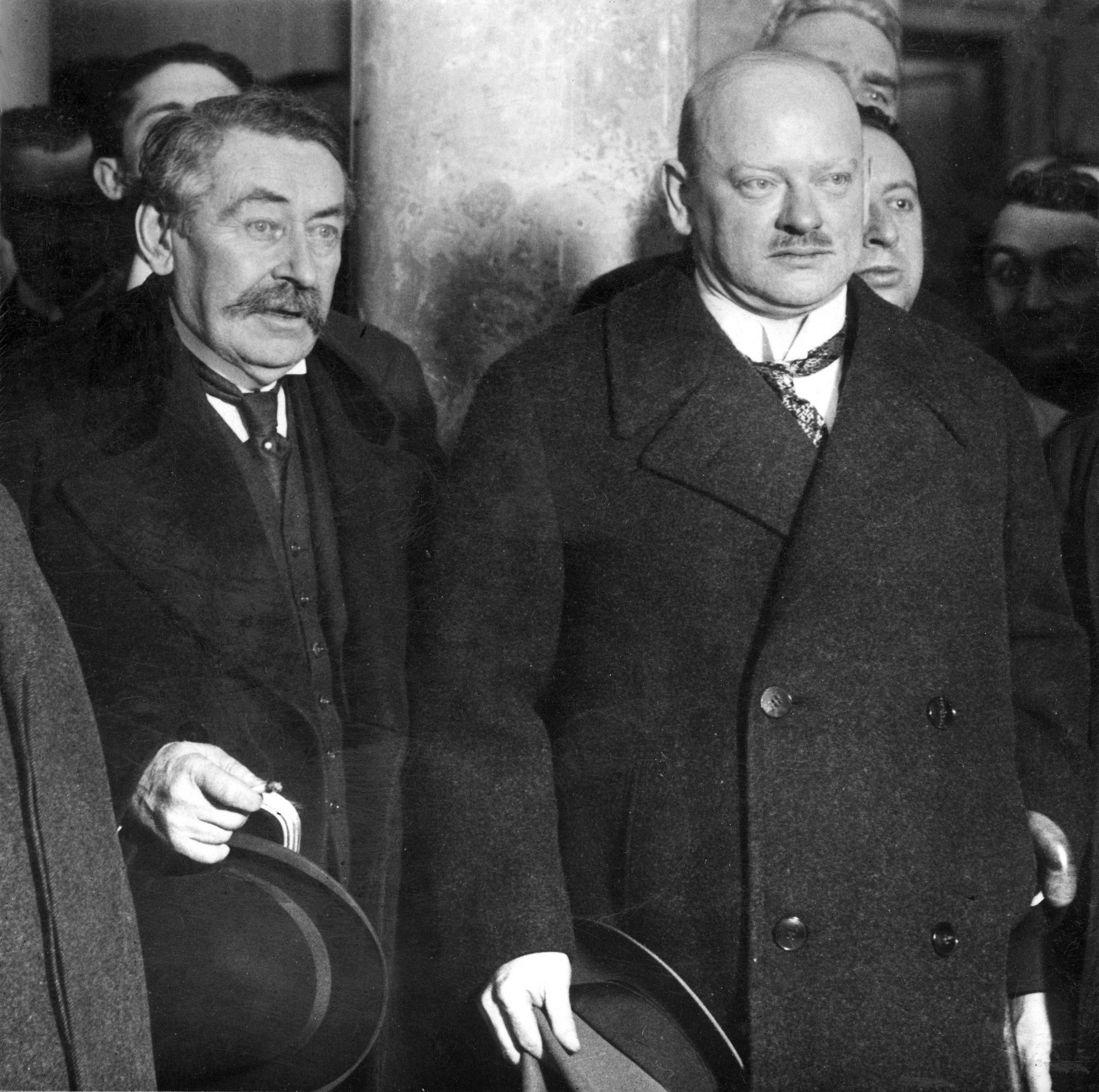
Aristide Briand und Gustav Stresemann, 1926.

Politische Novelle ist eine Erzählung von Bruno Frank aus dem Jahr 1928. Sie wurde am 11. Februar desselben Jahres im „Tage-Buch“ auszugsweise vorabgedruckt. Bis Winter 1930 erschienen Übersetzungen in fünf Sprachen. Der französische Außenminister Aristide Briand, der sich als Protagonist porträtiert sah, dankte dem Autor im April 1929 schriftlich.
Thematisiert wird die deutsch-französische Aussöhnung nach dem Ersten Weltkrieg. Als Stoff diente dem Autor unter anderem das Treffen Briands mit dem deutschen Außenminister Gustav Stresemann im Herbst 1925 in Locarno, bei dem sie die Verträge von Locarno unterzeichneten.

## Handlung
Der 1879 geborene ehemalige Kammergerichtsrat Carl Ferdinand Carmer, ein Nachfahre des Großkanzlers von Carmer, hatte schon vor dem Kriege Ministerposten in Preußen sowie im Deutschen Reich bekleidet und war auch in den ersten Jahren der Weimarer Republik Minister. Seine Ehefrau hatte er bereits in den ersten Kriegswochen verloren. Sie hatte sich als Pflegerin an die Front gemeldet und war einer Infektion erlegen.
Zusammen mit seinem Sekretär Dr. Erlanger hält sich Carmer in Ravello auf. Die Tage in dieser Gegend nahe bei dem Cap Licosa, dem Golf von Policastro und dem Poseidontempel in Paestum sind gezählt. Von Paris aus lädt der französische Außenpolitiker Achille Dorval den Deutschen zu einer Konsultation nach Cannes ein. Am Tage der Abreise – es ist ein Sonntag – wird Carmer am Urlaubsort mit dem Führerkult des italienischen Faschismus konfrontiert.
Carmer erlebt in Cannes einen Auftritt der afroamerikanischen Tänzerin Becky Floyd und hat die Empfindung einer ganz neuartigen Kraft. Erlander tauscht sich in Cannes mit François Bloch, dem Begleiter des Franzosen, über Eigenheiten deutscher und französischer Kultur sowie Sprache aus. Beide Assistenten sind Juden, und beide erweisen sich im Gespräch als engagierte Vertreter der Kultur ihres jeweiligen Heimatlandes. Währenddessen diskutieren Außenminister Dorval und Carmer verständigungsbereit, aber stellenweise durchaus kontrovers, – Fragen, die die Nachkriegsgrenzen Deutschlands, die Besetzung des Rheinlandes und Reparationen betreffen. Die Erben Karls des Großen müssten sich doch wieder zusammenraufen, hofft Dorval.
In Berlin wird eine neue Regierung gebildet und Carmer soll Außenminister werden. Er begleitet Dorval noch bis Marseille. Unterwegs übernachten die beiden in einem Fischerdorf hinter Toulon. Bis zur Abfahrt des Zuges nach Deutschland hat Carmer anderntags in Marseille noch Stunden Zeit. Er spaziert allein in das Hafenviertel. Im Gewühl in der Dirnenstraße verstellen ihm Räuber, die Beute wittern, den Rückweg. Carmer will sein Geld nicht herausgeben. Ein Messerstich unter das linke Schulterblatt beendet das Leben Carmers. Im Vielvölkergemenge der Hafenstadt wird der Tote von dem Mörder, einem jungen blonden, blauäugigen Weißen, ausgeraubt.

## Rezeption
Äußerungen im Erscheinungsjahr
- Am 28. Februar 1928 schreibt Max Krell in der Vossischen Zeitung: „Mit seiner Novelle wurde Bruno Frank der tapfere dichterische Fürsprecher des europäischen Gedankens.“
- Paul Block (1862–1934) bespricht das Buch im Beiblatt des Berliner Tageblattes vom 15. März 1928.
- „Beinahe sieht es so aus, als suche Carmer im gefahrenvollen Marseiller Hafenviertel den Tod.“ Julius Bab (Wochenzeitschrift Deutsche Republik vom 23. März 1928, S. 783–788)
- Stefan Großmann[3] („Das Tage-Buch“ vom 14. April 1928, S. 632–635) dagegen nimmt den Schluss symbolisch. Carmer werde Opfer der eigenen Arglosigkeit. Führende Politiker der Weimarer Republik hätten unlautere oder gar verbrecherische Absichten der politischen Gegner nicht wahrhaben wollen.
- Bernard von Brentano[4] verwahrt sich gegen diese – seiner Ansicht nach völlig deplatzierte – Zeichnung eines deutschen Politikers aus der Feder eines „Befürworters der Republik“.
- Daraufhin verteidigt Thomas Mann am 21. Juli 1928 in seinem Tagebuch[5] den Autor und lobt die „schöne, genaue Arbeit“. Es werde keine Spannung erzeugt. Mann räumt ein, Carmers Sterben könne auf den Leser zufällig wirken, sei aber symbolisch gemeint: Von „der Verführung und des Unterganges, der tiefen Gefährdung des Edlen selbst, des Deutschtums, des Europäertums“ sei die Rede.
- Carl von Ossietzky verreißt die Novelle in seiner Weltbühne vom 6. März 1928 auf den Seiten 351–354. Der Text, am Leben vorbeigeschrieben, widerspiegele ein nicht charakteristisches „Grandhoteleuropa“. In derselben Zeitschrift[6][7] spottet Kurt Tucholsky über die Erzählung. Kirchner weiß die Ursache: Beide Kritiker seien gegen Locarno und für den Bolschewismus gewesen.

Spätere Äußerungen
- Erika Mann und Klaus Mann schreiben in ihrer Darstellung des deutschen Exils Escape to life von 1939: „Frank hat einmal die europäische Idee – Europa als Idee, als Tradition und als Ziel – zum geistigen Helden eines seiner Bücher gemacht: die Politische Novelle gehört zu seinen besten, wirkungsvollsten und persönlichsten Arbeiten. Sie hat alle jene Eigenschaften, denen er, auch als Theater-Schriftsteller, die großen Erfolge verdankt: neben der Intensität und Lauterkeit des Gefühls die Eleganz der Form, die Bravour der Technik, den artistischen Reiz – französische, europäische valeurs also neben den gemütvollen deutschen.“[8]
- Kirchner setzt sich in dem Kapitel „IV. Dionysischer Untergang - Die Politische Novelle“ seiner Dissertation mit der Novelle auseinander. Bruno Frank habe demnach im Faschismus jener Tage die Krankheit Europas gesehen. Mit Carmer sei nicht Stresemann porträtiert. Carmers Sterben folge notwendig aus dem Plot und sei nicht zufällig. Der Alte Hafen von Marseille markiere die Hinterlassenschaft des Krieges. Für Kirchner ist Dorval der Gegenspieler Mussolinis und so etwas Ähnliches wie eine Neuauflage Friedrichs II. Kirchner sieht eine Gemeinsamkeit zwischen den Tagen des Königs, der Politischen Novelle und dem Magier. Große alte Männer stehen jeweils im Hintergrund: Friedrich II., Briand und Max Reinhardt.

## Ausgaben
- Bruno Frank: Politische Novelle. Mit Illustrationen nach Adolph von Menzel. Ernst Rowohlt, Berlin 1928. (Erstausgabe)
- Bruno Frank: Politische Novelle. S. 147–253 in: Tage des Königs und andere Erzählungen. Buchverlag Der Morgen, Berlin 1977.
- Bruno Franl: Politische Novelle. Zur Einführung Thomas Manns Aufsatz Politische Novelle. Suhrkamp, Frankfurt a. M. 1982.

Übersetzungen
- Bruno Frank: Le Roman de Locarno: Politische Novelle (französisch-deutsch). Traduit de l’allemand par Joseph Delage. Préface de Bernard Zimmer. Attinger, Paris 1928.
- Bruno Frank: The Persians are coming. Translated by Helen Tracy Porter-Lowe. Knopf, London 1929.
- Bruno Frank: Novella politica. A cura di Enrico Arosio, Keller, Rovereto 2024.